# Phillip Berry
Phillip Berry (20 gennaio 1982) è un ex calciatore britannico delle Isole Cayman, di ruolo difensore.

## Carriera

### Club
Ha giocato nella massima serie del campionato delle Isole Cayman con il Bodden Town.

### Nazionale
Ha esordito in Nazionale nel 2000.